# Litobrochia decipiens
Litobrochia decipiens là một loài dương xỉ trong họ Pteridaceae. Loài này được Moore. mô tả khoa học đầu tiên năm 1862.
Danh pháp khoa học của loài này chưa được làm sáng tỏ. 